# La prière
La prière (らぷりえーる) は、日本の音楽ユニット。
棗いつき、藍月なくる、nayutaの3人からなり、愛称は「らぷり」。ユニット名はフランス語で「祈り」「願い」を意味する。

## 来歴
2019年
- 12月31日 C97にて、1stアルバム「Gemini Syndrome」を発売[2]。

2020年
- 12月30日 2ndアルバム「Galaxy Triangle」を発売[3]。

2021年
- 3月26日 4月からの12ヶ月連続リリースを発表[4]。
- 12月31日 C99にて、「La prière Cover Collection」を発売[5]。

2022年
- 3月26日 1stライブ「Three piece!!!」の開催を発表。また、1stライブに向けて4月2日よりクラウドファンディングを実施すると発表[6]。
  - 5月31日 クラウドファンディングが終了。集金額は目標額の700%にあたる3500万円を突破した[7]。
- 8月13日 C100にて、3rdアルバム「Chronologue」が発売[8]。
- 8月27日 harevutaiにて1stライブ「Three piece!!!」が開催。

2023年
- 1月28日 Zepp DiverCity(Tokyo)にて、1stライブ「Three piece!!!」の追加公演「Three piece!!!∞」が開催。
- 3月27日 M3にて、4thアルバム「Glowings」が発売[9]。
- 7月29日 ダイアモンドホールにて、1st Live Tour「SPLASH the TONE」の愛知公演が開催。
- 8月19日 Zepp DiverCity(Tokyo)にて、1st Live Tour「SPLASH the TONE」の東京公演が開催される予定だったが、メンバーの体調不良により延期。
- 9月2日 BIGCATにて、1st Live Tour「SPLASH the TONE」の大阪公演が開催。

2024年
- 2月23日 Zepp DiverCity(Tokyo)にて、1st Live Tour「SPLASH the TONE」の東京振替公演が開催。
- 3月15日 La prière POP UP STOREがラフォーレ原宿にて10日間限定で開店[10]。

## 参加作品

### リズムゲーム
osu!
- Atonement Twins
- 永訣のGenimi
- 君よ
- 鏡像のカノン
- それは世界を超えて
- 双星のテスタメント
- Galactic Love
- 君とDriven Star
- Ripple
- 戦場の歌姫
- 進め！ラブリーアイドルラプリエール

Arcaea
- 無法地点
- Galactic Love

ポラリスコード
- Crossfade
- #病みカワ (La prière&森羅万象)
- Oh my ! Follow me (La prière&森羅万象)